# IC 686
IC 686 ist eine Spiralgalaxie vom Hubble-Typ Sbc im Sternbild Löwe auf der Ekliptik. Sie ist schätzungsweise 655 Millionen Lichtjahre von der Milchstraße entfernt und hat einen Durchmesser von etwa 75.000 Lichtjahren.
Das Objekt wurde am 13. April 1893 vom französischen Astronomen Stéphane Javelle entdeckt.